# Uniper
Uniper SE è una società europea del settore dell'energia con sede a Düsseldorf, in Germania operativa dal 1º gennaio 2016, dopo la scissione da E.ON, nella generazione di energia da fonte convenzionale e nel trading globale di energia con una capacità produttiva di 40 GW.
Uniper è una parola macedonia che unisce Unique e performance data da un dipendente, Gregor Recke. I dipendenti sono circa 11.000 dislocati in oltre 40 paesi; circa un terzo sono impiegati in Germania. La società ha una filiale in Russia chiamata Unipro. 
È quotata alla Borsa di Francoforte e a quella di Milano dove è presente nell'indice Global Equity Market.

## Storia
Il 1º gennaio 2016 E.ON ha realizzato la separazione operativa con il successivo spin-off che è stato approvato a giugno dall'assemblea dei soci. Il successivo 12 settembre, la casa madre ha separato le proprie attività da quelle che sono state trasferite, mantenendo quelle sulle energie rinnovabili e sul nucleare, sulle reti di distribuzione e sulle soluzioni per i clienti. Uniper è stata contestualmente quotata in Borsa con il 53,35% del capitale sociale e con assegnazione ai soci di E.ON di un'azione della nuova società ogni 10 possedute. 
A settembre 2017 la società energetica finlandese Fortum annuncia di voler lanciare un'OPA amichevole, valutando la società 8 miliardi di euro. Dopo averla in un primo tempo respinta, l'8 gennaio 2018 E.ON cede la sua partecipazione del 46,65% alla società finlandese (oltre ad un altro 0,47% in seguito). Dopo aver ricevuto le approvazioni ufficiali, l'acquisizione da parte di Fortum è completata il 26 giugno 2018. Nel gennaio 2019, Fortum dichiara di detenere il 49,99% delle azioni. 
L'8 ottobre 2019, Fortum ha annunciato di aver raggiunto un accordo con Elliott Management e Knight Vinke Energy Advisors per acquisire un ulteriore 20,5% delle azioni. A seguito dell'approvazione delle autorità competenti, il volume delle transazioni di 2,3 miliardi di euro nel marzo 2020 è stato completato. 
La società è stata criticata nel maggio 2020 per avere aperto nuovi impianti di carbone in Germania.

## Azionisti
- Fortum (Repubblica di Finlandia) 75,01%
- Flottante 24,99%

Data: marzo 2020